# Meillerie
Meillerie és un municipi francès situat al departament de l'Alta Savoia i a la regió d'Alvèrnia-Roine-Alps. L'any 2007 tenia 306 habitants.

## Demografia

### Població
El 2007 la població de fet de Meillerie era de 306 persones. Hi havia 152 famílies de les quals 68 eren unipersonals (36 homes vivint sols i 32 dones vivint soles), 28 parelles sense fills, 36 parelles amb fills i 20 famílies monoparentals amb fills.
La població ha evolucionat segons el següent gràfic:
Habitants censats

### Habitatges
El 2007 hi havia 328 habitatges, 149 eren l'habitatge principal de la família, 131 eren segones residències i 48 estaven desocupats. 156 eren cases i 167 eren apartaments. Dels 149 habitatges principals, 82 estaven ocupats pels seus propietaris, 54 estaven llogats i ocupats pels llogaters i 12 estaven cedits a títol gratuït; 6 tenien una cambra, 17 en tenien dues, 48 en tenien tres, 40 en tenien quatre i 39 en tenien cinc o més. 69 habitatges disposaven pel capbaix d'una plaça de pàrquing. A 78 habitatges hi havia un automòbil i a 55 n'hi havia dos o més.

### Piràmide de població
La piràmide de població per edats i sexe el 2009 era:
| Homes | Edats   | Dones |
| ----- | ------- | ----- |
| 0     | 95 o +  | 0     |
| 4     | 90 a 94 | 0     |
| 0     | 85 a 89 | 0     |
| 0     | 80 a 84 | 0     |
| 4     | 75 a 79 | 8     |
| 12    | 70 a 74 | 16    |
| 8     | 65 a 69 | 8     |
| 4     | 60 a 64 | 0     |
| 4     | 55 a 59 | 4     |
| 16    | 50 a 54 | 8     |
| 0     | 45 a 49 | 12    |
| 16    | 40 a 44 | 8     |
| 12    | 35 a 39 | 0     |
| 4     | 30 a 34 | 20    |
| 12    | 25 a 29 | 8     |
| 0     | 20 a 24 | 16    |
| 8     | 15 a 19 | 0     |
| 8     | 10 a 14 | 8     |
| 12    | 5 a 9   | 8     |
| 8     | 0 a 4   | 8     |

## Economia
El 2007 la població en edat de treballar era de 211 persones, 167 eren actives i 44 eren inactives. De les 167 persones actives 146 estaven ocupades (88 homes i 58 dones) i 21 estaven aturades (6 homes i 15 dones). De les 44 persones inactives 12 estaven jubilades, 10 estaven estudiant i 22 estaven classificades com a «altres inactius».

### Ingressos
El 2009 a Meillerie hi havia 144 unitats fiscals que integraven 292 persones, la mediana anual d'ingressos fiscals per persona era de 19.391,5 €.

### Activitats econòmiques
Dels 14 establiments que hi havia el 2007, 1 era d'una empresa extractiva, 2 d'empreses de construcció, 3 d'empreses de comerç i reparació d'automòbils, 2 d'empreses d'hostatgeria i restauració, 4 d'empreses immobiliàries, 1 d'una entitat de l'administració pública i 1 d'una empresa classificada com a «altres activitats de serveis».
Dels 3 establiments de servei als particulars que hi havia el 2009, 1 era un paleta, 1 lampisteria i 1 restaurant.
L'únic establiment comercial que hi havia el 2009 era una peixateria.

## Poblacions més properes
El següent diagrama mostra les poblacions més properes.